# Cryptostylis conspicua
Cryptostylis conspicua är en orkidéart som beskrevs av Johannes Jacobus Smith. Cryptostylis conspicua ingår i släktet Cryptostylis, och familjen orkidéer. Inga underarter finns listade i Catalogue of Life.